# Shimoguchi Wakaba
Wakaba Shimoguchi (下口 稚葉 Shimoguchi Wakaba, sinh ngày 2 tháng 5 năm 1998) là một cầu thủ bóng đá người Nhật Bản. Anh thi đấu cho Fagiano Okayama.

## Sự nghiệp
Wakaba Shimoguchi gia nhập câu lạc bộ tại J2 League Fagiano Okayama năm 2017. Ngày 12 tháng 7 năm anh có màn ra mắt ở Cúp Hoàng đế Nhật Bản (v AC Nagano Parceiro).